# Vexillum hendersoni
Vexillum hendersoni är en snäckart som först beskrevs av Dall 1927.  Vexillum hendersoni ingår i släktet Vexillum och familjen Costellariidae. Inga underarter finns listade i Catalogue of Life.